# David Grossman (reżyser)
David Grossman (ur. 26 września 1954 w Long Beach) – amerykański reżyser filmowy i telewizyjny. Najlepiej znany jako twórca serialu ABC Gotowe na wszystko (Desperate Housewives), gdzie także pełnił funkcję producenta wykonawczego.
Reżyserował takie produkcje telewizyjne jak Zagubieni, Dziewczyna z komputera, MADtv, Buffy: Postrach wampirów, Anioł ciemności, CSI: Kryminalne zagadki Las Vegas, Trup jak ja, Zwariowany świat Malcolma, Ally McBeal, Pokojówki z Beverly Hills i Zemsta, a także komedię George prosto z drzewa 2 (2003) z Christopherem Showermanem w roli tytułowej.